# Sinoflustra
Sinoflustra is een geslacht van mosdiertjes uit de familie van de Sinoflustridae.

## Soorten
De volgende soorten zijn bij het geslacht ingedeeld:
- Sinoflustra amoyensis (Robertson, 1921)
- Sinoflustra annae (Osburn, 1953)
- Sinoflustra arabianensis (Menon & Nair, 1975)